# Franz Carl Hiemer
Pour les articles homonymes, voir Hiemer.
Franz Carl Hiemer, également appelé Franz Karl Hiemer, né le 9 août 1768 à Rottenacker et mort le 15 novembre 1822 à Stuttgart, est un peintre, un librettiste et un acteur allemand.

## Biographie
Franz Carl Hiemer naît le 9 août 1768 à Rottenacker dans une famille de 12 enfants. En 1778, il est admis à la Hohe Karlsschule, où il montre de bonnes aptitudes, mais s'échappe en 1784, car il a honte de son « âge élevé » devant ses camarades. Il est réadmis et reste à l'école comme élève artistique jusqu'en 1789. Il se lie d'amitié avec Johann Baptist Seele, qui devient plus tard un célèbre portraitiste wurtembergeois. En tant que peintre, il se rapproche à Tübingen du cercle de Hölderlin, Hegel et Schelling ; en 1792, il réalise son célèbre portrait au pastel de Hölderlin (Schiller-Nationalmuseum Marbach). La nécessité le pousse vers le métier de commerçant ; il devient l'assistant commercial du Dr. jur. Christian Jakob Zahn à Calw, puis collaborateur du Langschen Kunst- und Industrie-Kontor à Heilbronn, jusqu'à ce que cette entreprise connaisse une fin peu glorieuse. Il mène alors une vie très mouvementée en tant que peintre et poète de théâtre. Il écrit les livrets de l'opéra de Johann Christian Ludwig Abeille Amor und Psyche (1799) et de Carl Maria von Weber Abu Hassan (représenté en 1811 à Stuttgart et à Munich). Le texte de Schlaf, Herzenssöhnchen ... de Weber est également de lui. Vers 1802, il se produit comme acteur à la cour de Stuttgart. Il se fait des amis dans les cercles artistiques et musicaux de Stuttgart. Le turbulent « faiseur de projets » se serait également essayé au métier d'officier et aurait fondé une école de jeunes filles. À partir de 1807, il travaille au service de l'État, en dernier lieu comme registraire et secrétaire de la chambre des finances. - Parmi ses nombreuses œuvres dramatiques, 3 pièces de chant sont publiées en 1802 sous le titre Dramatische Blätter. - Parmi les œuvres picturales de Franz Carl Hiemer, peu sont assurées. Le portrait de Hölderlin montre un véritable artiste. « Il ne nous transmet pas beaucoup de l'esprit du jeune poète, mais dans la construction claire et calme, la corporalité déterminée et aussi dans les couleurs, il y a une aspiration à se détacher de la manière de peindre décorative et agréable des peintres de transition » (Fleischhauer). On lui attribue également un portrait de l'ami d'enfance de Schiller, J. F. Grammont, et un autre de Friedr. Jonathan Knapp, l'ami et metteur en musique d'Uhland, avec lequel Franz Carl Hiemer est également en relation (tous au Schiller-Nationalmuseum).
Franz Carl Hiemer meurt le 15 novembre 1822 à Stuttgart.